# Landsbanki
Landsbanki (banc nacional traduït al català) és un banc islandès, el més antic i el segon més gran del país. Va ser fundat el 1885 i des del 1927 al 1961 va ser la institució encarregada d'emetre bitllets fins a la creació del Banc Central d'Islàndia.
Entre 1998 i 2003 l'empresa va esdevenir privada i el 44% pertany a la família de Björgólfur Thor Björgólfsson.

## Crisi financera
Arran de la crisi financera internacional de la dècada del 2000 l'estat va aplicar una estricta vigilància a la institució a partir del 7 d'octubre de 2008 per evitar el seu esfondrament financer i com a conseqüència el del país.
La seva filial luxemburguesa, Landsbanki Luxemburg S.A., es va declarar en fallida l'endemà. Les operacions del banc van ser processades a partir del 9 d'octubre pel banc Nýr Landsbanki. Poc després també faria fallida el seu banc filial, Icesave Posteriorment la junta directiva de Landsbanki es va declarar incapaç de reemborsar els dipòsits.
El 10 d'abril del 2011 es va celebrar una consulta al poble islandès per concedir ajudes de l'estat al banc. El 60% dels votants van votar que no. Es faria posteriorment un altre referèndum on es tornaria a votar majoritàriament a favor del «no».
Un cop rescatada la filial Icesave, els poders financers de Londres i La Haia van reclamar al govern islandès el reemborsament dels diners injectats, però aquest es va negar. El 28 de gener de 2013 el tribunal de justícia de l'Associació Europea de Lliure Comerç va donar raó al govern islandès.